# Farum
 (mai 2023).
- Si vous ne connaissez pas le sujet, laissez ce bandeau (vous pouvez alors contacter les auteurs).
- Si vous supprimez le contenu mis en cause (vous pouvez préalablement contacter les auteurs),

argumentez précisément cette suppression dans la page de discussion
(un manque de référence n'est pas un argument ; une recherche réelle de référence doit avoir été effectuée, être formellement documentée).
Farum est une municipalité du département de Frederiksborg se trouvant au nord de l'île de Sjælland au Danemark. Cette ville est aussi l'aboutissement d'une ligne de métro qui la relie à Copenhague en 32 minutes.
Farum est connue pour le projet Farum Midtpunkt qui tente de créer une nouvelle façon de vivre en communauté. Le projet inclut une combination d'espaces individuels et communautaires, une architecture plus ouverte, des espaces pour enfants et des parcs, et la participation des habitants dans l'administration du quartier. Le projet fut fortement critiqué pour problèmes sociaux et migratoires.
L'ancien maire Peter Brixtofte fut le centre d'un scandale financier qui mit la ville en grand déficit en 2002.  
Depuis le 1er janvier 2007, Farum n'existe plus comme municipalité indépendante. À cause de la grande réforme communautaire, elle forme avec Værløse la nouvelle municipalité Furesø.
Le club de football FC Nordsjælland est de Farum. Il est le successeur de Farum BK.